# Спасское (Сумский район)
Спасское (укр. Спаське) — село,
Николаевский сельский совет,
Сумский район,
Сумская область,
Украина.
Код КОАТУУ — 5924785404. Население по переписи 2001 года составляло 255 человек.

## Географическое положение
Село Спасское находится у истоков безымянного ручья, который через 5,5 км впадает в реку Олешня,
ниже по течению на расстоянии в 2 км расположено село Николаевка.
На расстоянии в 1 км расположено село Графское.